# Hummelsee (Hamburg)
Der Hummelsee ist ein ungefähr acht Hektar großer und bis zu neun Meter tiefer See in der Freien und Hansestadt Hamburg. Er liegt im Stadtteil Hummelsbüttel, zwischen der Glashütter Landstraße und der Straße Kiwittredder.  

## Geschichte
Entstanden ist der See im Jahr 1982. 

### Sand- und Kiesabbau in der Hummelsbüttler Feldmark
In den 1960er Jahren wurde in der Hummelsbüttler Feldmark eine Sand- und Kiesgrube angelegt. Anfang der 1970er Jahre kamen weitere Sandgruben hinzu. Nach dem Ende der Ausbaggerung wurden die Gruben verfüllt, d. h. als Deponie genutzt. Eine der Gruben blieb teilweise offen. Die betreffende Fläche stellte die Grundlage für die Entstehung des Hummelsees dar.

## Freizeit- und Erholungsgebiet
Der See wird als Naherholungsgebiet genutzt. An seinem Rand liegen begrünte Deponieflächen und eine extra ausgewiesene Grillzone. Allerdings sind sämtliche Freizeitaktivitäten auf dem See wie Bootfahren, Baden und Angeln ohne Genehmigung des Angelsport-Verbands Hamburg verboten. Außerdem ist das Betreiben von Fluggeräten im Bereich des Sees und des Hummelsbüttler Müllbergs aufgrund der Gefährdung des einfliegenden Flugverkehrs des Flughafens Hamburg-Fuhlsbüttel strengstens untersagt.

## Angelsport
Im Hummelsee kommen verschiedene Fischarten vor. Der See gehört zu den Pachtgewässern des Angelsport-Verbands Hamburg e. V.